# 益田静方
益田 静方（ますだ よしみち、1850年（嘉永3年） - 1876年（明治9年）12月3日）は明治時代初期の筑前国夜須郡下秋月村士族。秋月の乱の首謀者。